# Cefaleia pós-punção dural
Cefaleia pós-punção dural (CPPD) é uma complicação da punção da dura-máter (uma das membranas em redor do cérebro e da medula espinal). A dor de cabeça é intensa e descrita como que se "queima-se e espalhando-se como metal quente", envolvendo a parte de trás e da frente da cabeça e espalhando-se para o pescoço e ombros, por vezes envolvendo rigidez no pescoço. É agravada pelo movimento e pela posição sentada ou de pé, e alivia até certo ponto ao deitar. Náuseas, vómitos, dores nos braços e pernas, perda de audição, zumbido, vertigens, tonturas e parestesia do couro cabeludo são também comuns.
A PDPH é um efeito secundário comum da punção lombar e da raquianestesia. A fuga de líquido cefalorraquidiano provoca uma redução da pressão do líquido no cérebro e na medula espinhal. O início ocorre no espaço de dois dias em 66% dos casos e três dias em 90%. Ocorre tão raramente imediatamente após a perfuração que outras possíveis causas devem ser investigadas quando tal acontece.
A utilização de uma agulha bisel com "ponta de lápis" em vez de uma agulha cortante da coluna vertebral diminui o risco de desenvolver CPPD. Os calibres de agulha mais pequenos diminuem as hipóteses de PDPH, mas tornam mais desafiante a realização dum procedimento bem-sucedido. A agulha com a menor taxa de PDPH e a maior taxa de sucessão é a agulha ponta de lápis 26G. A sua taxa estimada de PDPH situa-se entre 2% e 10%.

## Sinais e sintomas
A CPPD ocorre geralmente horas ou dias após a punção e apresenta sintomas como dor de cabeça (que é principalmente bifrontal ou occipital) e náuseas que geralmente pioram quando o doente assume uma postura ereta. A dor de cabeça ocorre geralmente 24 a 48 horas após a punção, mas pode ocorrer até 12 dias depois. Geralmente desaparece em poucos dias, mas raramente está documentado que demore muito mais tempo.